# زالوژی (ناحیه لیتومیریتسه)
زالوژی (به چکی: Záluží) یک منطقهٔ مسکونی در جمهوری چک است که در ناحیه لیتومیریتسه واقع شده‌است. زالوژی ۴٫۱۹ کیلومتر مربع مساحت و ۱۴۵ نفر جمعیت دارد و ۱۵۷ متر بالاتر از سطح دریا واقع شده‌است.